# Antoine Chrysostome Quatremère de Quincy
Antoine Chrysostome Quatremère de Quincy (n. 21 octombrie 1755, la Paris - d. 28 decembrie 1849, la Paris)  a fost un arheolog, filosof, istoric de artă, critic de artă și om politic francez.

## Opera
Lucrările sale se caracterizează prin eleganța stilului, exaltarea frumuseții artei antice și a artei Renașterii italiene:
- Jupiter olimpianul
- Monumente și opere de artă antică
- Viața lui Rafael
- Viața lui Michelangelo.